# Randall, Iowa
Randall är en ort i Hamilton County i Iowa. Vid 2010 års folkräkning hade Randall 173 invånare.